# Palača Skočibučić-Lukaris
Palača Skočibušić-Lukaris je palača na Peristilu u Splitu. Zgrada je uglovnica i nalazi se na adresi Peristil 5 i ulica Ilirske akademije 3, Split.

## Opis
Palača Skočibučić-Lukaris smještena je u jugozapadnom uglu Peristila, s glavnim pročeljem unutar zapadne kolonade, a prostrani sklop obuhvaća više romaničkih kuća na prostoru prema krstionici i Vestibulu. Na sjevernom pročelju vidljivi su tragovi romaničke faze s ostacima monofora i romaničkog razdijelnog vijenca katova i monumentalni gotički portal s lunetom u kojem je grb s likom vola. Palaču u 15. st. obnavlja obitelj Skočibučić oko unutrašnjeg dvorišta s gotičkom ložom, a na sjevernom zidu su ulomci fresaka s geometrijskim ukrasom I medaljonima. Palača Skočibučić-Lukaris ukazuje na slojevitost gradnje karakterističnu za prostor nekadašnjeg carskog trga i samu Dioklecijanovu palaču, a istaknutu ulogu ima u razvoju srednjovjekovnog grada kada je sjedište crkvene i svjetovne vlasti bilo na Peristilu.

## Zaštita
Pod oznakom Z-5841 zavedena je kao nepokretno kulturno dobro - pojedinačno, pravna statusa zaštićena kulturnog dobra.